# Joseph Mouawad
Joseph Mouawad (* 26. März 1970 in Mayfouq) ist ehemaliger Kurienbischof in Antiochien und derzeitiger Bischof der Eparchie Zahlé.

## Leben
Joseph Mouawad empfing am 13. August 1995 die Priesterweihe.
Papst Benedikt XVI. bestätigte die Ernennung zum Kurienbischof in Antiochien und ernannte ihn am 16. Juni 2012 zum Titularbischof von Ptolemais in Phoenicia dei Maroniti. Der Maronitische Patriarch von Antiochien und des ganzen Orients, Béchara Pierre Raï OMM, spendete ihm am 28. Juli desselben Jahres die Bischofsweihe; Mitkonsekratoren waren Samir Mazloum, emeritierter Kurienbischof in Antiochien, Guy-Paul Noujaim, emeritierter Kurienbischof in Joubbé, Sarba und Jounieh, Paul Youssef Matar, Erzbischof von Beirut, Francis Némé Baïssari, emeritierter Weihbischof in Joubbé, Sarba und Jounieh, Paul Nabil El-Sayah, Kurienbischof in Antiochien, Joseph Mohsen Béchara, Alterzbischof von Antelien, Simon Atallah OAM, Bischof von Baalbek-Deir El-Ahmar, François Eid OMM, Prokurator des maronitischen Patriarchen beim Heiligen Stuhl, Edgar Amine Madi, Bischof von Nossa Senhora do Líbano em São Paulo, und Michel Aoun, Bischof von Jbeil.
Am 14. März 2015 wurde er zum Bischof der Eparchie Zahlé  ernannt.